# Osetnik
Osetnik, dříve nazývaný Stilo, kašubsky Òsetnik, německy Stilo-Kathen, je osada na řece Chełst ve gmině Choczewo v okrese Wejherowo v Pomořském vojvodství. Je vzdálená přibližně 1,7 km od pobřeží Baltského moře.

## Další informace
V Osetniku se nachází Camping Stilo, restaurace, obchod. Hlavním turistickým lákadlem je blízký maják Stilo, klidnější písečné pláže Baltského moře, kopec Chodzież s výškou 37,1 m n. m. a přírodní rezervace Mierzeja Sarbska. Počátky osady v blízkosti majáku se datují do roku 1784 a jsou spojeny s rodinou Stielow, která dala místu název Stielow a který byl později změněn na Stilo.

## Galerie

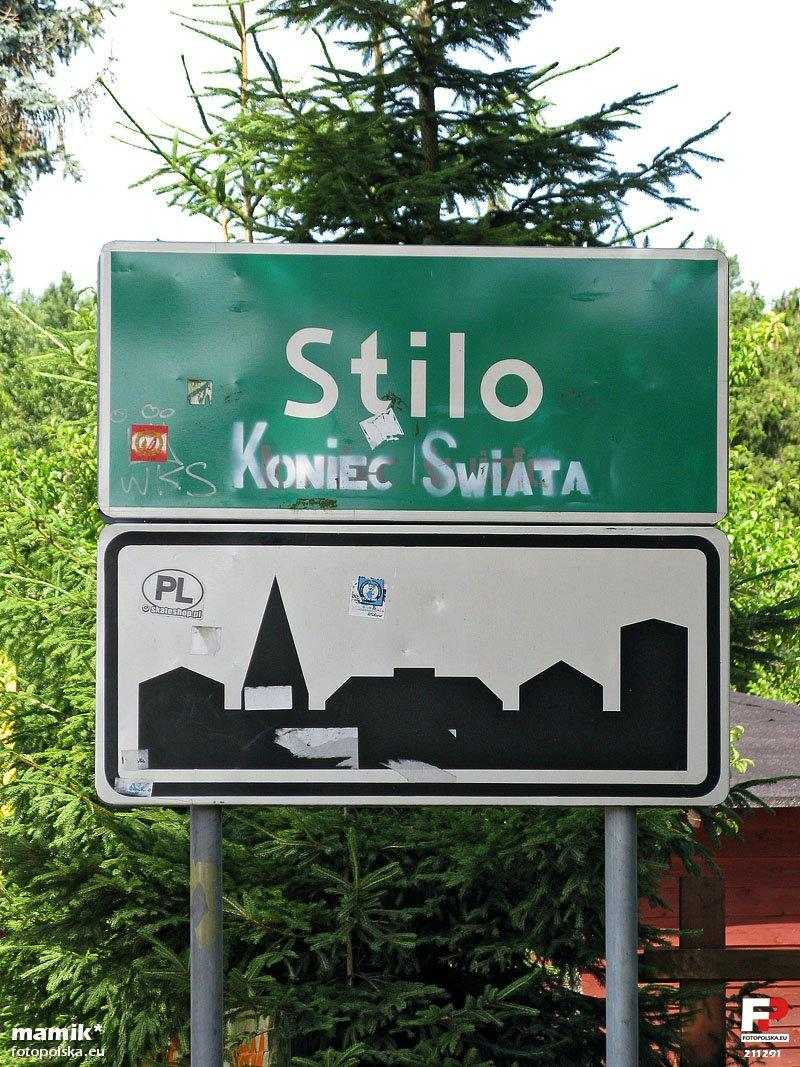
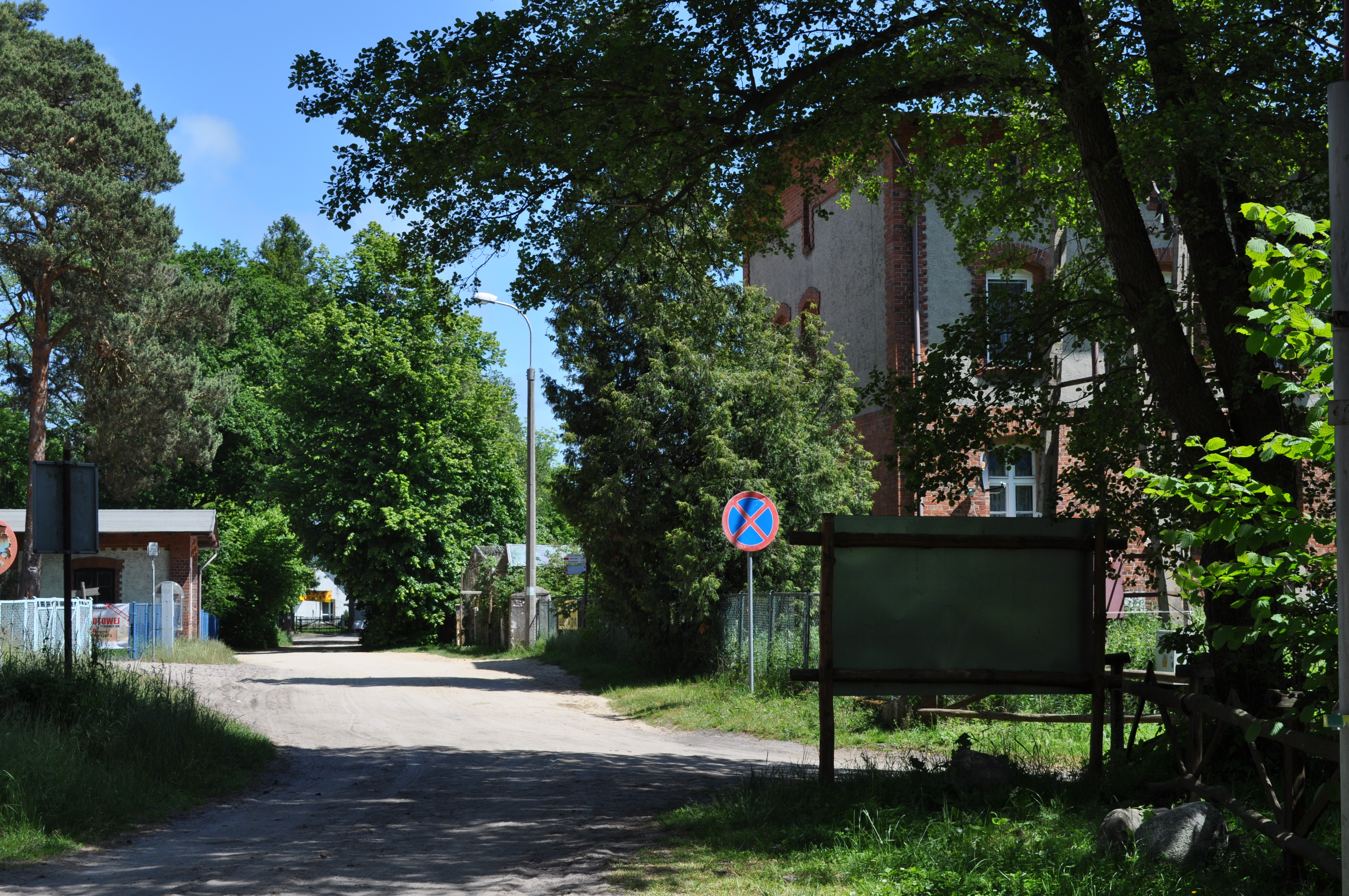
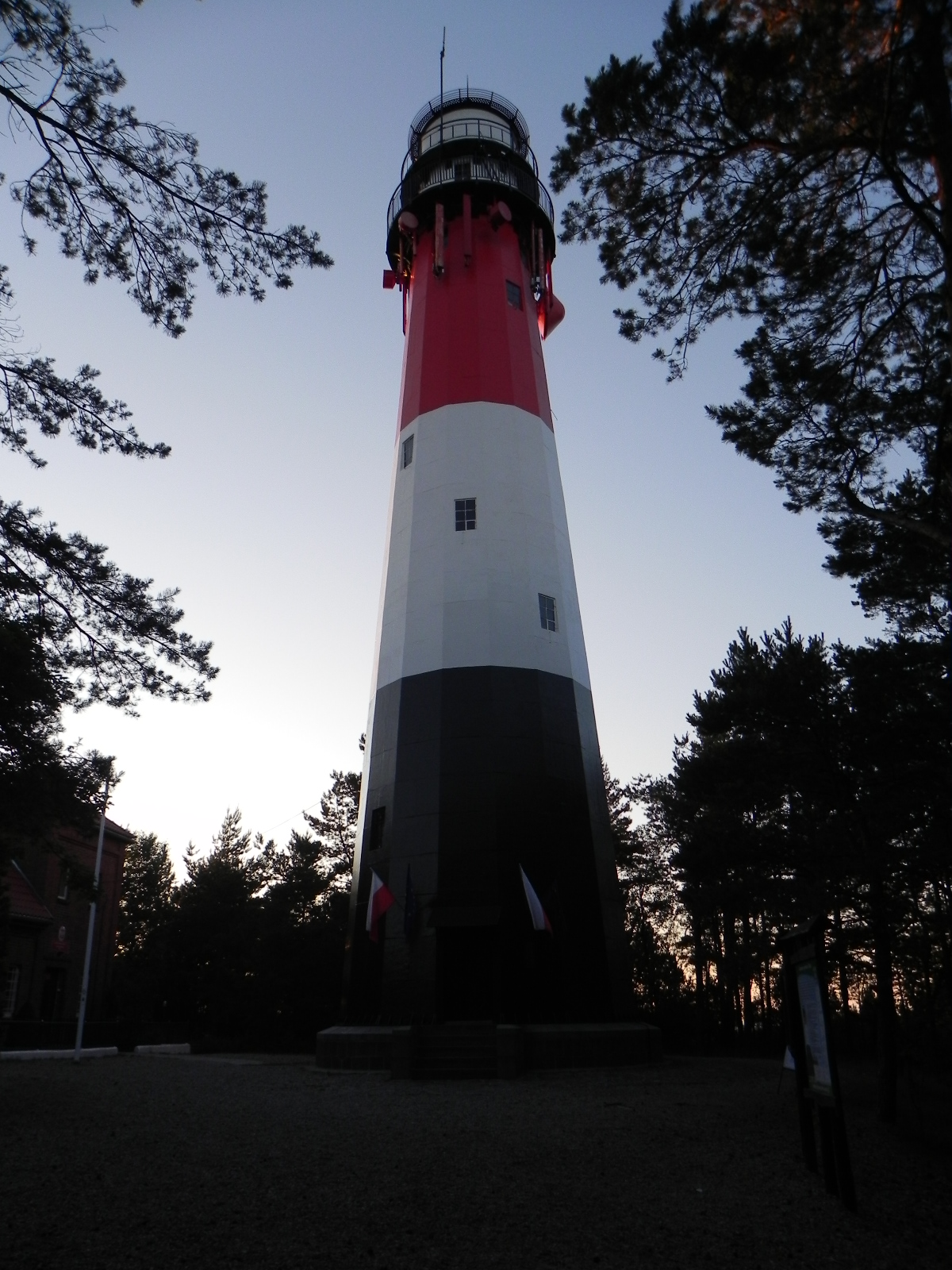
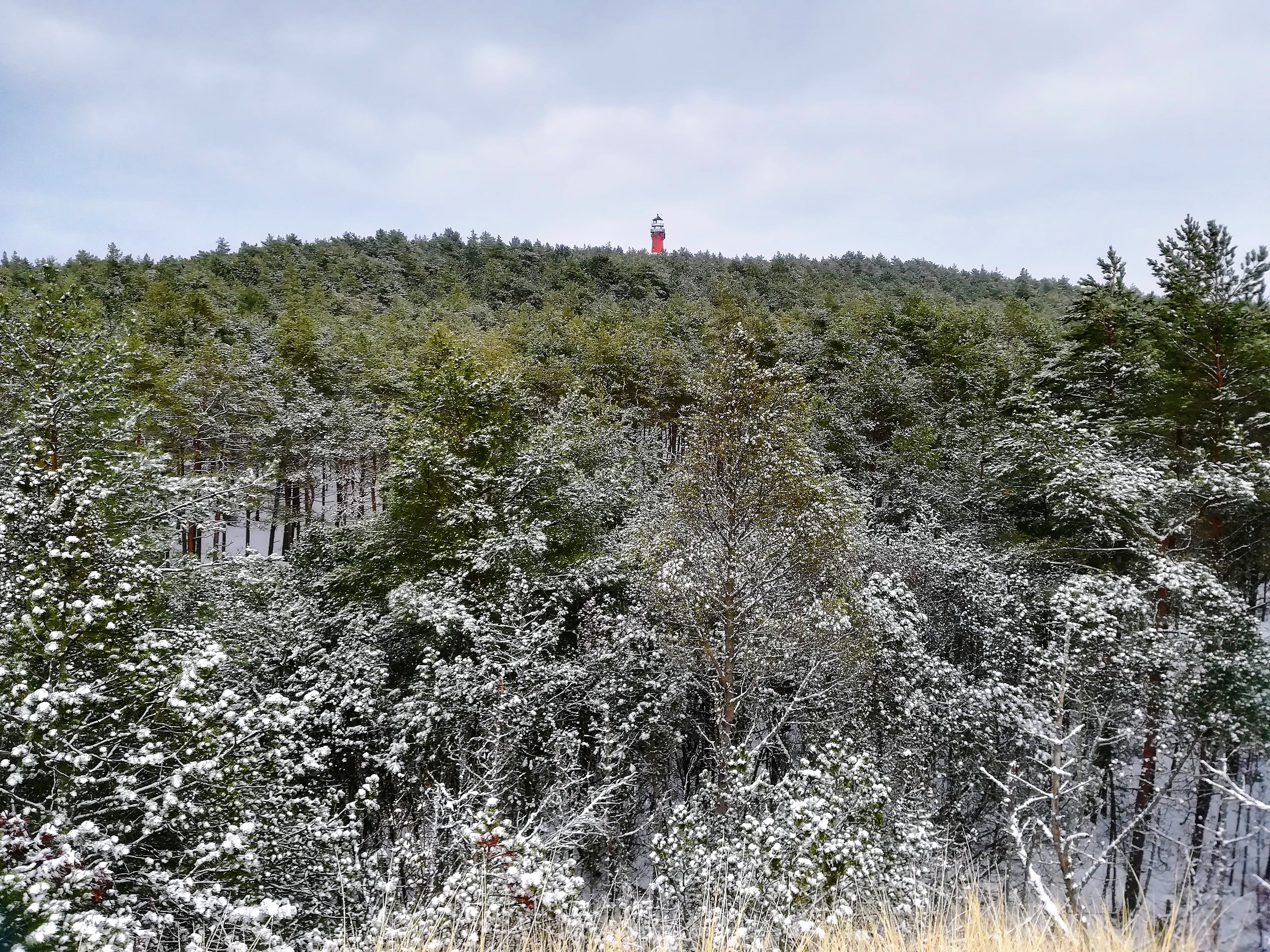